# Kjeld Ingrisch
Kjeld Ingrisch (født 20. august 1925 i København, død 24. juli 2000) var en dansk visesanger, der var uddannet kok og brandmand. Som barn var han medlem af Københavns Drengekor som barn. Han havde sin debut på dansk tv i 1958.

## Diskografi
- Mit Eget Land (1965)
- Synger 10 Folke Og Skillingsviser Fra Folkesangernes Visebog (1966)
- 15 Viser (1967)
- Synger Halfdan Rasmussen Viser (1968)
- Fra Min Visebog (1969)
- Paradisets Have (1970) - med Vestjysk Kammerensemble
- Sangen Om Larsen (1971)
- I Al Beskedenhed (1972) - med Finn Ziegler
- Muld Og Malm, Kjeld Ingrisch Synger Jeppe Aakjær (1978)
- Vidste Du Det ? (1982)
- Åh Disse Minder (1982)
- Vi Får En Dag Imorgen (1989)